# Emanuel School
Emanuel School – prywatna szkoła dzienna położona w Battersea, południowo-wschodniej części Londynu.
Szkoła należy do Headmasters' and Headmistresses' Conference i w momencie rozpoczęcia roku szkolnego 2022/2023 uczęszczało do niej 1081 uczniów w wieku od 10 do 18 lat.

## Historia
Emanuel School powstała w 1594 roku na mocy testamentu brytyjskiej gentlewoman, Anne Sackville. Początkowo szkoła ta połączona była z przytułkiem i nazywała się Emanuel Hospital. Budynek leżał na terenie Tothill Fields w Westminster. W 1883 roku szkoła została przeniesiona do obecnych budynków.

## Dyrektorzy i dyrektorki
- A. Towsey, 1883–1894
- A. Chilton, 1894–1905
- H. Buchanan-Riley, 1905–1913
- S. Goodwin, 1914–1927
- G. H. Wyatt, 1927–1928
- C. M. Broom, 1928–1953
- J. B. Grundy, 1953–1963
- W. S. Hipkins, 1964
- C. C. Kuper, 1964–1975
- P. Hendry, 1975–1984
- P. F. Thomson, 1984–1994
- Tristram Jones-Parry, 1994–1998
- Anne-Marie Sutcliffe, 1998–2004
- Mark Hanley-Browne, 2004–2017
- Robert Milne, 2017–wrzesień 2025[5]
- Ravi Kothakota wrzesień 2025–[5]

## Znani uczniowie
- Naveen Andrews[6]
- Tim Berners-Lee[7][8]
- William Lovelock[9]
- Richard Marquand[10]
- Joseph Quinn[11]
- Hero Fiennes Tiffin[12]